# Système vocalique
 (janvier 2023).
Si vous disposez d'ouvrages ou d'articles de référence ou si vous connaissez des sites web de qualité traitant du thème abordé ici, merci de compléter l'article en donnant les références utiles à sa vérifiabilité et en les liant à la section « Notes et références ».
Le système vocalique ou vocalisme d'une langue est l'ensemble organisé des voyelles que les locuteurs de cette langue utilisent.
Par exemple, le système vocalique japonais comporte cinq voyelles.

## Le changement du système vocalique
On parle du changement du système vocalique pour désigner en général les modifications générales du système vocalique latin, modifications aboutissant au système vocalique des langues romanes actuelles. Il s'agit des modifications du système en lui-même, et non des phénomènes d'altérations de voyelles. Ce changement a eu lieu entre le Ier siècle et le IIIe siècle apr. J.-C.
Le latin est en effet passé, en quelques siècles, d'un système vocalique basé en partie sur des différences de longueurs des voyelles (a court, a long), à un système où la longueur des voyelles n'est plus sentie. De plus, dans ce nouveau système, qui s'est perpétué jusqu'à nos jours, est apparu un accent d'intensité (en français moderne s'il y en a un, on le retrouve en général sur la dernière syllabe du mot).
Le changement du système a déterminé le changement de la nature même de certaines voyelles. Le /a/ long comme le /a/ court sont devenus simplement des /a/ en ancien français ; en revanche, le /i/ bref s'est modifié en /e/ fermé alors que le /i/ long est resté /i/. En outre, l'apparition de l'accent d'intensité, élément absent de l'ancien système latin, a considérablement influencé l'évolution du lexique : certaines voyelles, parce que non accentuées ou placées trop loin de l'accent, ont disparu ou se sont altérées. D'autres au contraire se sont renforcées grâce à la présence de cet accent.